# 金子海音
金子 海音（かねこ みおん、1997年10月18日 - ）は、日本の女優である。千葉県出身。ニチエンプロダクション所属。

## 出演

### 映画
- ブタがいた教室（2008年）
- 日輪の遺産（2011年）
- 暗殺教室（2015年） - 原寿美鈴 役
- エイプリルフールズ（2015年）
- 映画 ビリギャル（2015年） - 宮下久美 役

### テレビドラマ
- 死ぬんじゃない! 実録ドラマ・宮本警部が遺したもの（2008年、フジテレビ）
- 鈴木先生（2011年、テレビ東京）
- リーガル・ハイ（スペシャル）（2013年、フジテレビ）

### 舞台・ミュージカル
- アニー（2005年） - ケイト 役
- 葉っぱのフレディ〜いのちの旅〜（2006年） - ペティ 役
- 葉っぱのフレディ〜いのちの旅〜（2007年）
- 森は生きている（2009年）